# Mooracra
Mooracra is een geslacht van rechtvleugeligen uit de familie Gryllacrididae. De wetenschappelijke naam van dit geslacht is voor het eerst geldig gepubliceerd in 1990 door Rentz.

## Soorten
Het geslacht Mooracra omvat de volgende soorten:
- Mooracra canobolas Rentz, 1990
- Mooracra curragundi Rentz, 1990